# Antonio Callaway
Pour les articles homonymes, voir Callaway.
(en) Statistiques sur pro-football-reference
Antonio Callaway (né le 9 janvier 1997 à Florida City en Floride) est un joueur professionnel américain de football américain. Il évolue actuellement au poste de wide receiver . 
Au niveau universitaire, il a joué pour les Gators de la Floride. 

## Biographie

### Carrière universitaire
Il rejoint l'Université de Floride et joue pour l'équipe des Gators de 2015 à 2017. En janvier 2016, peu après la saison 2015, il est suspendu, avec le quarterback Treon Harris, par les Gators pour une durée indéterminée. La raison de la suspension n'ayant pas été révélée sur le moment, il est plus tard révélé que Callaway est accusé d'agression sexuelle, et cet incident a été rapporté au bureau de résolution de conflits, mais pas à la police ni aux autorités de l'université. L'université a suspendu les deux joueurs pour avoir enfreint le code de conduite de l'établissement. Il est blanchi de cette accusation et de toute infraction au code de conduite en août 2016.
Après une saison blanche en 2017, alors suspendu, il se déclare éligible à la draft 2018 de la NFL.

### Carrière professionnelle
Il est sélectionné, comme 105e choix global, lors du 4e tour de la draft de la NFL par les Browns de Cleveland. 
Après une première saison prometteuse dans laquelle il a attrapé pour 586 yards de gain sur 43 réceptions et 5 touchdowns marqués, il est suspendu pour les quatre premiers matchs de la saison 2019 pour avoir enfreint la politique antidrogue de la NFL. Il est libéré par les Browns le 14 novembre 2019. Peu après avoir été libéré, il est suspendu 10 parties pour l'utilisation de substances interdites par la ligue. Il porte sa suspension en appel, mais la ligue maintient sa décision.
Il signe en janvier 2020 avec les Vipers de Tampa Bay dans la nouvelle XFL. Il se blesse toutefois à la jambe lors d'un entraînement et doit manquer toute la saison. La ligue suspend ses activités en raison de la pandémie de Covid-19, libérant Callaway et tous les autres joueurs de la XFL de leurs contrats.
Alors qu'il reste encore trois matchs sur sa dernière suspension par la NFL, il signe en septembre 2020 avec les Dolphins de Miami au sein de leur équipe d'entraînement. 

## Statistiques
| Année  | Équipe              | MJ     |     | Passes réceptionnées | Passes réceptionnées | Passes réceptionnées | Passes réceptionnées |       | Courses | Courses | Courses | Courses |
| Année  | Équipe              | MJ     | Nb. | Yards                | Moy.                 | TD                   | Nb.                  | Yards | Moy.    | TD      |         |         |
| 2018   | Browns de Cleveland | 16     | 43  | 586                  | 13,6                 | 5                    | 2                    | 7     | 3,5     | 0       |         |         |
| 2019   | Browns de Cleveland | 4      | 8   | 89                   | 11,1                 | 0                    | -                    | -     | -       | -       |         |         |
| Totaux | Totaux              | Totaux | 51  | 675                  | 13,2                 | 5                    | 2                    | 7     | 3,5     | 0       |         |         |